# Mazuecos (kommunhuvudort)
Mazuecos är en kommunhuvudort i Spanien.   Den ligger i provinsen Provincia de Guadalajara och regionen Kastilien-La Mancha, i den centrala delen av landet, 60 km öster om huvudstaden Madrid. Mazuecos ligger 700 meter över havet och antalet invånare är 359.
Terrängen runt Mazuecos är platt åt nordväst, men åt sydost är den kuperad. Runt Mazuecos är det mycket glesbefolkat, med 4 invånare per kvadratkilometer. Närmaste större samhälle är Mondéjar, 10,8 km nordväst om Mazuecos. Trakten runt Mazuecos består till största delen av jordbruksmark.